# Palleggio (Bagni di Lucca)
Palleggio è una frazione del comune italiano di Bagni di Lucca, nella provincia di Lucca, in Toscana.
Sono comprese nella frazione di Palleggio anche le località di Astracaccio, Pian di Scalchi e Ponte di Palleggio.

## Storia
Le più antiche attestazioni del borgo di Palleggio risalgono a due documenti dell'Archivio arcivescovile di Lucca del 983 e del 991, dove è menzionato con il nome di Panulegio; il toponimo potrebbe derivare da un colono Panuleius secondo il fenomeno dei prediali romani.
In epoca alto-medievale, il borgo era dipendente dalla Pieve di Controni. Lo troviamo nominato nella forma Palleggio per la prima volta nelle decime del 1302 e del 1303. Fu uno dei comuni medievali della Val di Lima, ma non si conservano statuti.
Nel 1833 la frazione contava 154 abitanti.

## Monumenti e luoghi d'interesse

### Architetture religiose
- Chiesa di Santa Maria Assunta, chiesa parrocchiale della frazione, è menzionata per la prima volta nelle decime delle chiese lucchesi del 1260.[5] Il campanile è stato ricavato da un'antica torre di avvistamento medievale a guardia del transito per la val di Lima.[3][5] La chiesa è stata ricostruita nel 1903, come ricordato da una targa posta in controfacciata.[3][5] All'interno è conservato un ciborio in pietra calcarea del 1533.[3]
- Oratorio di Santa Maria della Quercia (XVII secolo)[6]